# Прапор Верхньодніпровського району
Пра́пор Верхньодніпро́вського райо́ну затверджений 22 серпня 2013 р. рішенням № 339-30/V сесії Верхньодніпровської районної ради.

## Опис
Прямокутне полотнище зі співвідношенням сторін 2:3 складається з трьох горизонтальних смуг — синьої, білої та зеленої (пропорція їхніх ширин дорівнює 5:1:2), у верхньому куті від древка — герб району (висотою 1/2 ширини прапора).
Комп'ютерна графіка — В. М. Напиткін.